# Capital La Concepción
Capital La Concepción est l'une des quatre paroisses civiles de la municipalité de Jesús Enrique Lossada dans l'État de Zulia au Venezuela. Sa capitale est La Concepción, chef-lieu de la municipalité.